# Васильєво (Кізнерський район)
Васи́льєво (рос. Васильево) — село в Кізнерському районі Удмуртії, Росія.
Населення становить 55 осіб (2010, 172 у 2002).
Національний склад (2002):
- удмурти — 81 %

Урбаноніми:
- вулиці — Нова, Пестерево, Стара, Шкільна

## Історія
Прихід села Васильєвське (Чекурча) був відкритий 1884 року. В його склад входили поселення, що раніше відносились до церкви Бемишевського заводу. 1888 року була збудована дерев'яна церква, а 7 лютого 1889 року вона була освячена в ім'я Святого Василія Великого. До складу приходу входили населені пункти Васильєвське, Новотроїцьке, Городілово, Калугіно, Ішека та Айшур. До революції село було центром Васильєвської волості. В 1924-29 роках село входило до складу Троцької волості. 1929 року в результаті районування волость була ліквідована, а село та сільрада відійшло до складу Граховського району. З 1935 по 1956 роки Васильєво входило до складу Бемизького району, а після його ліквідації — Кізнерського. 2003 року Васильєвська сільрада була ліквідована, село відійшло до Старокармизької сільради.